# Pardal-das-neves

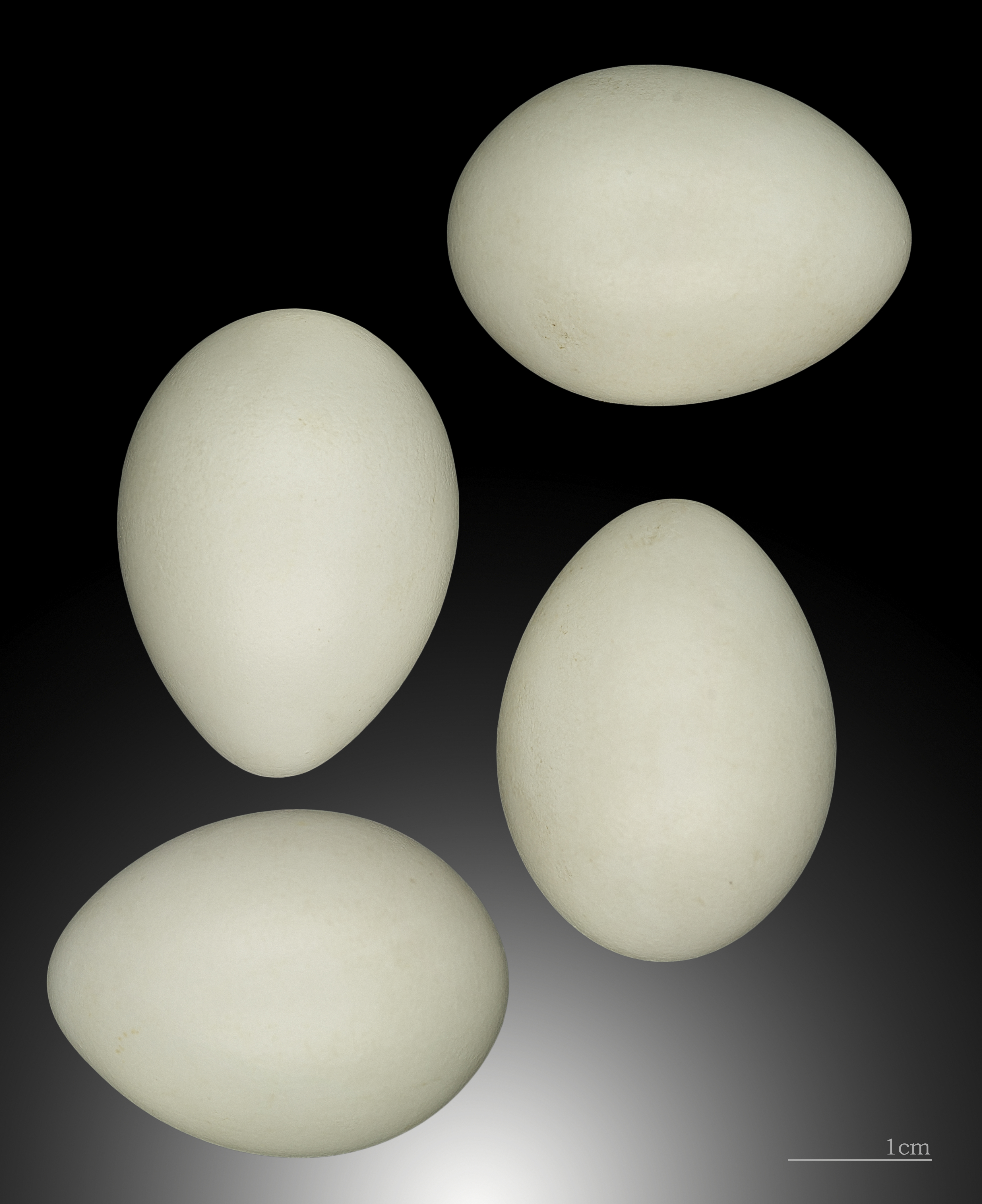
Montifringilla nivalis - MHNT

Pardal-das-neves, pardal-alpino ou pássaro-das-neve (Montifringilla nivalis) é uma espécie de pardal da família Passeridae. É endêmico das zonas montanhosas do sul da Europa no centro da Ásia Ocidental indo até a China.

## Descrição
O pardas-das-neves são aves que tem aproximadamente 16,5 a 19 centímetros de comprimento, raramente descem abaixo de 1.000 metros das montanhas, contém coloração branca nas partes inferiores, nas superiores em marrom e na cabeça cinza. Quando voa destaca as asas pretas com grandes painéis de asas brancas, e uma cauda preta afiada e branca. Alimenta-se principalmente de alguns insetos e sementes.

## Sub-espécies
Montifringilla henrici
Montifringilla adamsi